# タニタデ
タニタデ（谷蓼、学名：Circaea erubescens ）は、アカバナ科ミズタマソウ属の多年草。

## 特徴
同属の他種と比べ、全体にやせ形。地下に細長い根茎がある。全草ほとんど無毛で、茎は直立し、高さは20-50cmになり、茎の節間の基部はややふくらんで紅色を帯びる。葉は対生し、紅色を帯びた葉柄があり、葉身は長さ3-8cmの長卵形から卵形で、先端は鋭尖形、基部は丸く、縁に低い波状の鋸歯がある。
花期は7-9月。茎先に分枝して総状花序をつけ、花柄のある小さい花を下向きにつける。花序は長さ6-10cmになり、毛はない。萼裂片は赤色で2個ある。花弁は白色から淡紅色で2個あり、先端が浅く3裂する。雄蕊は2個あり、花弁と互生する。花柱は1個でかぎ状の刺毛におおわれた下位子房がある。果実は長卵形の堅果で、径2-2.5mmになり、溝はなく、かぎ状の刺毛が密生する。中に種子が2個入る。

## 分布と生育環境
日本では、北海道、本州、四国、九州に分布し、山地の渓流沿いなどの湿った場所に生育する。世界では、中国大陸、台湾に分布する。

## 名前の由来
和名のタニタデは、「谷蓼」の意で、谷に生え、草の形がタデ科のタデ（蓼）に似ていることによる。種小名の erubescens は、「赤くなった、赤色を呈する」の意味。

## 交雑種
- オオタニタデ Circaea × dubia H.Hara - 本種とウシタキソウの自然交雑種[5]
- ミズタマタニタデ Circaea erubescens Franch. et Sav. × C. mollis Siebold et Zucc. - 本種とミズタマソウの自然交雑種[6]
- タニタデモドキ Circaea × decipiens Boufford - 本種とエゾミズタマソウの自然交雑種[7]
- マルヤマタニタデ Circaea × mentiens Boufford - 本種とミヤマタニタデの自然交雑種[8]